# Sempervivum pumilum
Sempervivum pumilum är en fetbladsväxtart som beskrevs av Friedrich August Marschall von Bieberstein. Sempervivum pumilum ingår i släktet taklökar, och familjen fetbladsväxter. Inga underarter finns listade i Catalogue of Life.